# Ich + Ich
Az Ich + Ich (vagy Ich und Ich, magyarul: Én és Én) egy kéttagú német popegyüttes. Tagjai Adel Tawil (ének) és Annette Humpe (ének, billentyű).

## Történet
2002 tavaszán Adel és Annette egy berlini lemezstúdióban találkozott, amikor is Adel elkezdett dalokat írni, és éppen akkor énekelt fel egy slágert Annette. Ő később további dalírási feladatokkal felkereste Adelt, aki ekkor már a The Boyz nevű együttes frontembere volt. Ennek a kooperációnak eredményeként 2004-ben megszületett első közös albumuk, amelyekből pár sláger rögtön a slágerlisták élén landolt. 2006 elején országos turnéra indultak; az utolsó koncertet Berlinben adták, ahol 2000 néző volt kíváncsi rájuk. A második album 2007 júniusának végén jelent meg, amelynek címadó dala (Vom selben Stern) 63 hétig volt megtalálható a németországi zenei toplistákon. A 2008 júniusában kiadott harmadik kislemez (So Soll Es Bleiben) 53 hétig volt a listákon megtalálható.
1 millió 250 ezer eladott példánnyal (3-szoros platinalemez) a Vom selben Stern Németország legsikeresebb albuma.
2009 novemberében kiadták harmadik stúdióalbumukat (Gute Reise). Mind az album, mind pedig a (rajta található) legtöbbet játszott dal (Pflaster) öt hétig volt a zenei listák első helyén.
A mai napig az együttes több mint hárommillió példányt adott el albumaiból.

## Diszkográfia

### Stúdióalbumok
| Év   | Cím              | Slágerlistás helyezések | Slágerlistás helyezések | Slágerlistás helyezések | Megjegyzés |
| Év   | Cím              | DE                      | AT                      | CH                      | Megjegyzés |
| ---- | ---------------- | ----------------------- | ----------------------- | ----------------------- | --- |
| 2005 | Ich + Ich        | 10                      | 34                      | –                       | Megjelenés: 2005. április 18. Eladások: Több mint 200.000 Díjak:: DE: 1 x Platinalemez                                             |
| 2007 | Vom selben Stern | 1                       | 2                       | 4                       | Megjelenés: 2007. június 29. Eladások: Több mint 1 500 000 Díjak: DE: 5 x Platinalemez, AT: 4 x Platinalemez, CH: 1 x Platinalemez |
| 2009 | Gute Reise       | 1                       | 4                       | 5                       | Megjelenés: 2009. november 13. Eladások: Több mint 700.000 Díjak: DE: 2x Platina, AT: 4 x Aranylemez, CH: 2 x Aranylemez           |

### Kislemezek és videóklipek
| Év   | Cím                                        | Slágerlistás helyezések | Slágerlistás helyezések | Slágerlistás helyezések | Megjegyzés                                                                       | Rendező                                           |
| Év   | Cím                                        | DE                      | AT                      | CH                      | Megjegyzés                                                                       | Rendező                                           |
| ---- | ------------------------------------------ | ----------------------- | ----------------------- | ----------------------- | -------------------------------------------------------------------------------- | ------------------------------------------------- |
| 2004 | Geht's dir schon besser? Ich + Ich         | 67                      | –                       | –                       | Megjelenés: 2004. október 25.                                                    | Olaf Heine                                        |
| 2005 | Du erinnerst mich an Liebe Ich + Ich       | 4                       | 6                       | 63                      | Megjelenés: 2005. március 29. Eladások: Több mint 150 000 (DE: 1 x Aranylemez)   | Alexander Gellner                                 |
| 2005 | Dienen Ich + Ich                           | 7                       | 16                      | –                       | Megjelenés: 2005. augusztus 1.                                                   | Alexander Gellner                                 |
| 2005 | Umarme mich Ich + Ich                      | 41                      | 17                      | –                       | Megjelenés: 2005. december 2.                                                    | Alexander Gellner, Hannes Rossacher, Rudi Dolezal |
| 2007 | Vom selben Stern                           | 3                       | 4                       | 40                      | Megjelenés: 2007. június 17. Eladások: Több mint 300 000 (DE: 1 x Platinalemez)  | Katja Kuhl                                        |
| 2007 | Stark Vom selben Stern                     | 2                       | 2                       | 5                       | Megjelenés: 2007. november 9. Eladások: Több mint 300 000 (DE: 1 x Platinalemez) | Oliver Sommer                                     |
| 2008 | So soll es bleiben Vom selben Stern        | 3                       | 2                       | 13                      | Megjelenés: 2008. április 4. Eladások: Több mint 400 000 (DE: 1 x Platinalemez)  | Marcus Sternberg                                  |
| 2008 | Nichts bringt mich runter Vom selben Stern | 20                      | 32                      | –                       | Megjelenés: 2008. szeptember 5.                                                  | Hinrich Pflug                                     |
| 2008 | Wenn ich tot bin Vom selben Stern          | 51                      | 73                      | –                       | Megjelenés: 2008. december 5.                                                    | Katja Kuhl                                        |
| 2009 | Pflaster Gute Reise                        | 1                       | 3                       | 6                       | Megjelenés: 2009. október 30. Eladások: Több mint 150 000 (DE: 1 x Aranylemez)   | Katja Kuhl                                        |
| 2010 | Einer von Zweien Gute Reise                | 18                      | 36                      | –                       | Megjelenés: 2010. március 5.                                                     |                                                   |

## Kitüntetések
- 2005 és 2006
  - Goldene Stimmgabel: Legsikeresebb pop duó[8]
- 2007
  - musicbeat.de: Best Pop National 2007 (Vom selben Stern albumért)[9]
- 2008
  - 1Live Krone: 2008 legjobb együttese[10]
  - DIVA-Award: A 2008-as év előadója[11]

## Fordítás
- Ez a szócikk részben vagy egészben  az   Ich + Ich című német Wikipédia-szócikk fordításán alapul.  Az eredeti cikk szerkesztőit annak laptörténete sorolja fel. Ez a jelzés csupán a megfogalmazás eredetét és a szerzői jogokat jelzi, nem szolgál a cikkben szereplő információk forrásmegjelöléseként.

## Külső hivatkozások
- Hivatalos weboldal (németül)
- Ich + Ich a MySpacen (németül)